# 亞琛戰役
亞琛戰役是指從1944年10月2日至21日發生在德國亞琛的一場戰役。德国方面将亚琛并入西部边境上的主要防御网络“齐格菲防线”中，而盟国则希望迅速占领该地并推进到德国的重要工业基地鲁尔区。虽然亚琛的平民在战斗开始前被疏散，但战斗中该城市大部分被摧毁，双方损失惨重并造成大量平民伤亡。亚琛战役是美军在二次大战中发动的最大的一场城市战役，也是德国本土第一个被盟军占领的城市。战斗以德国的投降结束，但德軍猛烈的抵抗大大拖延了西线盟军向德国推进的计划。
1944年9月，德意志國防軍在法國被同盟国擊潰後逐渐撤退至德國本土。在法國的戰事后，德軍指揮官們估計他們的總兵力只約相當於25個足額師；而當時德軍一共有74個師的番號在法國作戰。儘管遭受到這些損失，德軍依然能撤退到齊格菲防線並重新組建自己部分的部隊，當時在整個西線方面，他們能夠作戰的兵力大約是230,000人。雖然不一定是訓練有素，也沒有良好裝備，這些德國守軍仍大規模地修築齊格菲防線的防禦工事。到9月份，守备亚琛的德军指揮官曾表示願意向進攻的美軍投降。但是他的投降信件在德国武裝親衛隊突擊搜查從亞琛撤離的平民時被發現。阿道夫·希特勒下令立即將該指揮官逮捕並以格哈德·維克的第246國民擲彈兵師換防亞琛。這使得盟军方面必須以武力攻佔該市。
盟军的进攻主力为第1和第30步兵師。防守方则为德國第81軍，其中包括4個步兵師和2支戰力不足的德軍坦克戰隊。在戰鬥中，德國守軍獲得另1個裝甲師及1個裝甲擲彈兵師的增援，並獲得武裝親衛隊第1阿道夫·希特勒警衛旗隊裝甲師共24,000人的增援。雖然美軍在人數上佔優勢，但是守軍在城市周围建设了大量的碉堡等防御工事。
10月2日，第30步兵師发动進攻並立即陷入了德軍防線之中。進攻之前的空中轟炸和預備炮擊並沒有對德軍防線造成重大損失，結果該師的攻擊在德軍防線北部陷入泥沼。第1步兵師在10月8日發動進攻，雖然被德軍持續的反擊牽制，但該師仍希望在48小時內攻佔該城。與此同時，第30步兵師推进缓慢，未能在10月12日與第1步兵師會合與完成對亞琛的包圍。第1步兵師留下第26步兵團，並準備在會師前直接攻佔該城。奪佔該市的戰鬥在10月13日至21日之間發生，對平民造成重大損失。儘管德軍进行了激烈抵抗，但將領維克最终於10月21日在亞琛向美軍投降，結束戰鬥。由10月2日至21日止第1軍團在亞琛遭受大約5,000人的傷亡，而德軍損失了大約5,000名士兵，另有5,600人被俘。

## 背景
9月18日，西方盟軍已經到達德國邊境，面对德军漫长的齊格菲防線。1944年9月17日，為了利用比利時港口安特衛普以方便盟軍在法國的物資供應及渡過下萊茵河，美軍、英軍及波蘭軍實施市場花園行動。市場花園行動的失敗以及盟軍在法國的快速推进導致嚴重的補給供應問題，迫使盟军停止了向柏林的攻勢。德軍在法國的傷亡十分慘重，陸軍元帥瓦爾特·莫德爾估計其屬下74個師的部隊實際只剩下25個足額師的兵力。不過，西方盟軍由於後勤問題而停止推进，使得德軍能夠重组西線的部隊。9月期間，德意志國防軍最高統帥部加強了齊格菲防線，總兵力估計為230,000名士兵，包括100,000名新兵。并将西線坦克数量从月初的約100輛增加至月底的500輛。最后德軍的齊格菲防線平均縱深达到4.8（3.0英里），防御力量大大增强。
同盟國遠征軍最高司令部（SHAEF）指揮官，四星上將艾森豪威爾決定，盟军的下一個目標將是佔領魯爾，這裡德國工業生產力的心臟地帶。喬治·巴頓將軍的美國第3軍團的任務，是攻佔法國的洛林地區。考特尼·霍奇斯將軍的美國第1軍團奉命突破在德國城市亞琛附近的防線。
亚琛及其周圍地区属于齊格菲防線的一部分，其中包括數條連接碉堡、炮台和堡壘的防禦地帶。在個別地區，德軍的防線縱深超過10英里（16）。防線由广阔的雷區、龍牙和鐵絲網掩護，使齊格菲防線“無疑成為是有史以來最強大的人造防禦工事。”根據在東部戰線學習到的經驗，德軍将阵地囊括至市鎮中心，以狭窄街道來限制盟軍機械化部隊的機動性。 儘管德國守軍的素質低下，但亞琛和魯爾的坚固工事對美軍來說仍是重大的進攻障礙。 但是，由於亞琛背後的地形平坦及有利於西方盟軍，突破這一地區是至關重要的。

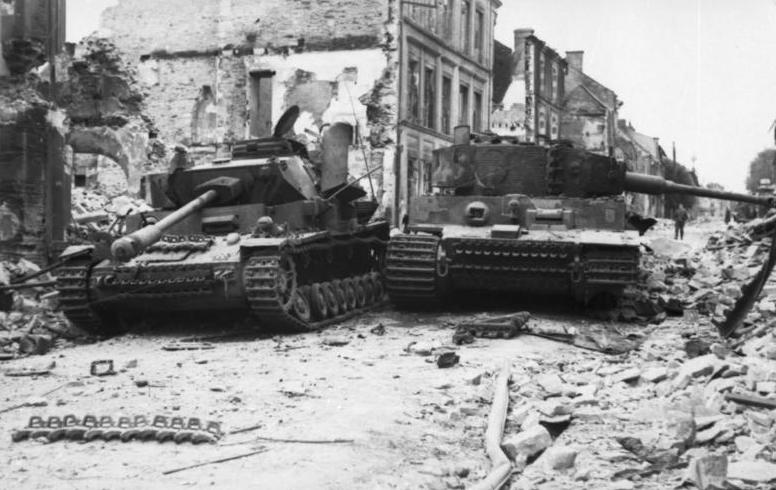
在西線的戰鬥中被擊中的德軍4號與虎式坦克

亞琛附近的戰鬥早在9月份已開始，在這時期的德軍稱之為“第一次亞琛戰役”。9月，德军由格哈德·馮·什未林指揮的第116裝甲師防守亚琛。 盟軍部隊的迫近造成了該市政府的大部分機構在平民撤離完成前已經停擺 （對於這些行動，希特勒嚴令納粹官員誰人撤離將被遞奪所有職位，並被送往東部戰線充當士兵。），撤离因此停顿。尽管馮·什未林已決定向盟军献城投降，但其9月13日仍奉命出動其裝甲擲彈兵部隊發動反攻以穿透美軍在亞琛西南的防線。然而馮·什未林的投降信未能送达盟军，而是落入阿道夫·希特勒的手中，他立即下令把該將領逮捕，並以格哈德·維克將軍取代了他。儘管在9月12日至13日遇到抵抗，美國第7軍繼續試探德軍的防線。9月14-16日之間，美軍第1步兵師在面對德軍不斷的反擊和頑強抵抗下仍然繼續前進，最終在城市周圍建立一个半月形弧形陣地。 到9月下旬，由於缺乏燃料和彈藥的供應問題，以及因在荷蘭實施市場花園行動而重新分配資源，这些緩慢推进均中止。

## 兵力对比
亞琛本身无重大軍事價值，它不是一個主要的軍事工業區，也沒有在戰爭期間受到西方盟國的猛烈轟炸。 但是，它位於美國第1軍團進兵魯爾區路線的中心地區。對於德國納粹政權該市也是一個象徵，不僅是它的在第二次世界大戰期間第一個受到敵人的威脅的德國城市，而且它也是查理曼大帝建立的“第一帝國”之首都。 因此，它對於德國人是有重要的象征意义。該市守軍的心態因本土作战出現改變，一名德國軍官說：“突然間我們不再是納粹份子，我們是德國士兵。”

### 亞琛德軍

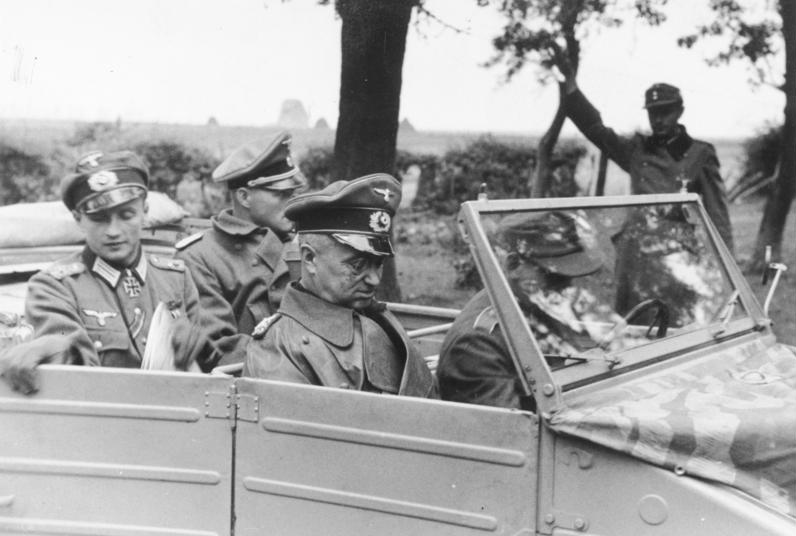
莫德爾元帥視察在亞琛的德軍第246國民擲彈兵師

德意志國防軍利用了短暫的喘息機會，将在前线的武裝親衛隊第1、第2和第12裝甲師，以及第9和第116装甲师撤回重组。10月，負責亞琛地區防线的是弗里德里希·克希林將軍的第81軍，其中包括第183和第246國民擲彈兵師，以及第12和第49步兵師。 附屬這些部隊的是第506坦克營和第108坦克旅，共約20,000人兵力和11輛坦克。克希林還承諾重新編組第116裝甲師和第3裝甲擲彈兵師，共約24,000人兵力。 第246國民擲彈兵師取代了第116裝甲師防衛亞琛正面，而第183國民擲彈兵師和第49步兵師守衛北部，第12步兵師守衛南部。10月7日，武裝親衛隊第1阿道夫希特勒警衛旗隊裝甲師的單位被派往增援亞琛。
雖然增援部隊已使德軍的防線比9月1日時強大得多，但第81軍的單位也受到嚴重損傷：第12步兵師在9月16日至23日之間损失了一半的兵力。而德國步兵師在第二次世界大戰開始時一般有兵力15,000-17,000人，到1945年编制上（表面）已減少到12,500，实际上，在1944年11月時，德國陸軍每個師的平均兵力只有8,761人。 鑑於此，國民擲彈兵師的建立正應付1944年中困擾德軍的人手短缺的問題，其平均每師總兵力剛剛超過10,000人，其中約四分之一的士兵是經驗豐富的老兵，一半的是由新招募的義務兵和剛康復的士兵，而最後的四分之一是由德國空軍和德國海軍轉移過來的。雖然這些師在通常情況下可收到最新式的轻武器，但他們缺乏重武器和机械化装备，阻礙各師戰術機動力。在第81軍內為例，第183國民擲彈兵師在9月才成立，這意味著該師沒有時間進行訓練；即使如此，它的兵力仍超出643人。第246國民擲彈兵師很大程度上亦出現同一情況，因為許多兵員只接受了不到10天的步兵訓練，第49步兵師已獲准休養生息和接受生力軍。第81軍還指揮了第275步兵師，但是這個師在遭受慘重傷亡後已被從前線撤回。 不過，德軍的戰鬥素質並沒有因在亞琛周圍要塞的防禦陣地而獲得恢復。

### 美軍
攻佔亞琛的任務交給查爾斯·科利特將軍的第19軍下的第30步兵師和約瑟夫·柯林斯的第7軍下的第1步兵師。利蘭·霍布斯將軍的第30步兵師在第2裝甲師的協助下向齊格菲防線推进，而第29步兵師在側翼提供掩護。在南部，第1步兵師得到第9步兵師和第3裝甲師的支援。這些師利用9月最後個星期短暫的停止戰鬥的喘息機會進埔行休息和整頓，接受了大量的部隊替換。 例如，超過百分之70的第1步兵師士兵從10月1日起被替換，在9月最後2個星期的時間被用來訓練這些人如何應付鄉間的戰鬥和武器訓練。盟军的計劃要求，所有2個步兵師应避免在亞琛市進行巷战，相反，這2個師將會合起來包圍該市，以1支規模較小的部隊攻佔該市，而大部分的部隊將繼續向東推進。
儘管美國軍隊能夠補充他們過去數星期的傷亡，但他們沒有經過充分的戰術訓練；因此，許多下級軍官在通常情況下缺乏戰術指揮和領導能力。一些被送到歐洲的坦克操作員在之前甚至沒有駕駛過私家車，一些坦克指揮官被迫指導在戰場上如何裝配和使用他們坦克上的大炮。美軍的替換制度著重於數量多於素質，令大部分的替補士兵在沒有適當的訓練作戰下被送到前線。經常一個單位內有一半的替補士兵在戰鬥的第1天被遭受傷亡。
盟军地面部队还得到美國陸軍航空隊第9航空隊的支援，他們找出沿戰線上百分之75的碉堡，並計劃利用360架轟炸機和72架戰鬥機實施第1輪轟炸，新型飛機將被用於第2攻擊波，其中包括使用凝固汽油彈。納粹德國空軍在戰鬥中並沒有出現，在第１輪轟炸中，當地的德國守軍也沒有足夠的高射砲保護自己。

## 戰況

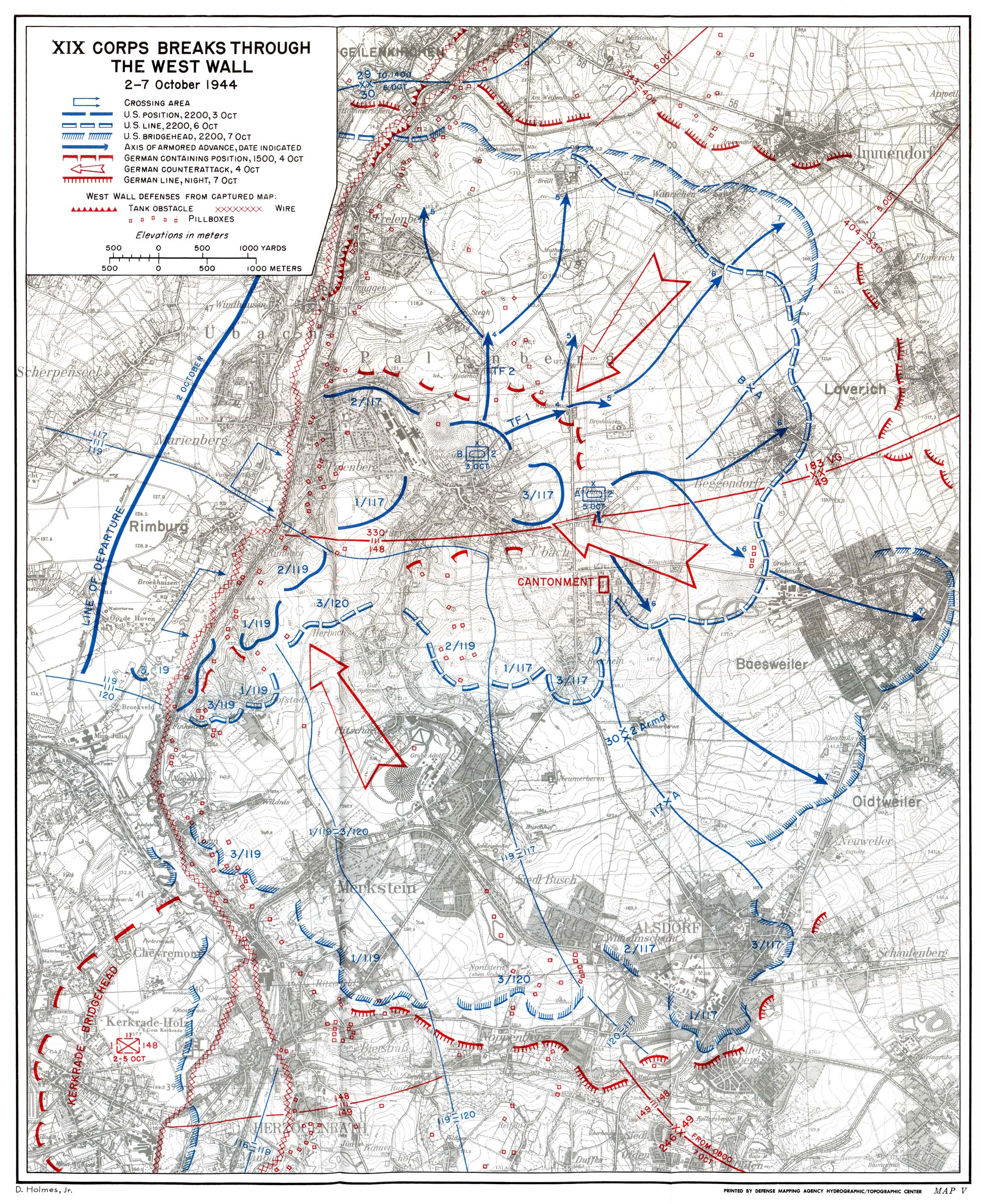
亞琛戰役

在美軍的攻勢開始前6天，盟軍的重型火炮已瞄準亞琛周圍的德軍防禦工事。雖然猛烈炮轟迫使德國第81軍停止一切在白天的人員和補給調動，但對防線上的碉堡和據點沒有太大影響。在10月2日的炮轟對德軍的防禦陣地造成了輕微破壞；而第1波450架飛機的攻擊未能擊中任何德軍碉堡 ，因為這些飛機的轟炸被盟軍炮擊時產生的黑煙所影響。 當這些飛機轟炸完後，火炮又被調回來轟擊前線，在數小時內372門大炮發射了18,696發炮彈。

### 從北面進攻：10月2日－8日
第30步兵師於10月2日展開進攻，使用師團的重型火炮攻擊德軍碉堡，迫使守軍躲進掩體；即使如此，美軍平均需要30分鐘以攻佔1個碉堡，而美軍發現，如果他們沒有立即攻佔下1座碉堡，德軍很快會作出反擊。盟軍並沒有預料到德軍的抵抗，其中1個連更在1小時內失去了87名戰鬥人員。另1個連的120名士兵在1次德軍炮轟中折損了93人。 攻擊部隊慢慢渡過亞龍河並使用火焰噴射器和炸藥攻擊德軍碉堡。在10月2日下午，第30步兵師的單位突破了德軍防線，到達了帕倫貝格鎮 。美軍士兵在這裡逐屋掃蕩及進行可怕的手榴彈決鬥。士兵哈羅德·基納獲頒榮譽勳章，因為他以身體擋住1個德軍手榴彈爆炸以保住他2個戰友的生命。 在的林堡鎮的戰鬥也同樣惡劣，因為美軍裝甲部隊未能越過亞龍河，因此無法對企圖衝進被德軍作為堡壘的1座中世紀城堡的步兵提供火力支援。第30步兵師在第1天的進攻中攻佔了大約50個德軍碉堡，但通常以包抄建築物和從背後的方式展開攻擊。該師的部隊得到了在其左翼的第29步兵師之牽制攻擊，導致德軍認為，這是美軍的主力攻擊部隊。在10月2日晚上，德軍第902突擊炮營奉命對第30步兵師展開反攻，但盟軍的炮兵阻延了突襲的開始，並最終使德國企圖擊退美軍士兵的行動失敗。
雖然美軍裝甲部隊可以支援10月3日的進攻，攻擊部隊因德軍一系列的反擊而被迫停止前進。的林堡鎮在第2天的進攻中被佔領，但突破德軍防線的戰鬥進展仍然緩慢 - 美軍M4雪曼坦克和155-（6.1-英寸）火炮在近距離發射炮彈，以攻打碉堡。 戰鬥也在烏瓦奇鎮展開，在這裡雪曼坦克趕到並企圖攻佔該鎮，只是在當天結束前被德軍炮火和反擊所牽制；美軍在炮火支援下阻止了德軍把其逐出烏瓦奇。 日終時，在亞龍河的戰鬥和建立1座橋頭堡中第30步兵師共付出約300人傷亡的代價。

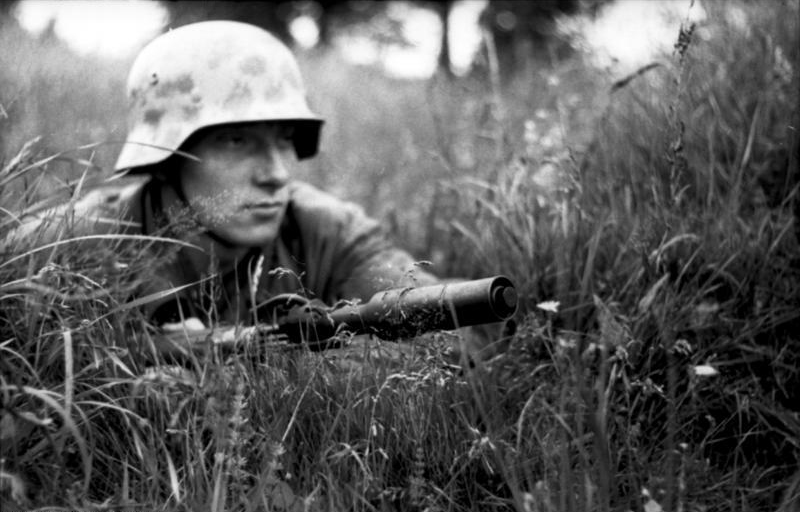
在西部戰線的德意志國防軍士兵

德軍部隊繼續反攻烏瓦奇，但在美軍炮兵和步兵的攻擊下遭受重大傷亡；雖然無法奪回烏瓦奇，也沒有足夠的力量來保衛亞琛，但反擊也牽制了美軍前進的速度。10月4日，盟軍的推進受到限制，只有Hoverdor和Beggendorf鎮被佔領，而在過去3天的戰鬥中失去了大約1,800名士兵。10月5日的進展有所增加，第30步兵師第119團佔領了梅克施泰因-赫巴赫。 隨著戰鬥繼續進行，德軍在10月6日企圖再向烏瓦奇發動反攻 ，但沒有成功。 德軍裝甲部隊無法抗衡美軍在坦克數量上的優勢，及作為阻擊進攻的最後努力，德軍以炮兵及任何可用的飛機轟炸美軍陣地。>
德軍於10月8日發起1次反攻，由1個步兵團、第1突擊營、第108裝甲旅的1個戰鬥小組加上另外40輛從其它可動用的單位調來的裝甲戰鬥車輛實施。 雖然反擊受到美軍炮兵的阻擊，左翼的攻擊成功地切斷了1整個美國排，而右翼到達阿爾斯多夫鎮以北的路口。 當時，1個排的雪曼坦克在德軍從背後襲擊時正支援在瑪麗亞多夫鎮的攻擊；激烈戰鬥後雪曼坦克擊退了德軍。2輛德軍4號突擊炮和1中隊的步兵進入阿爾斯多夫，但遭到反擊，雖然裝甲車輛巧妙地避開美軍裝甲部隊；突擊炮還是與美軍步兵相遇；在日終時，德軍被迫撤回到他們的出發地。為了應付日益增加的傷亡和因無法擊退美軍，德軍最高指揮部立即將第3裝甲擲彈兵師調往亞琛，企圖以加強該市的防禦力量。跟著這個師到達的是武裝親衛隊第1裝甲軍，其中包括第116裝甲師和武裝親衛隊第101重型坦克營，武裝親衛隊第1阿道夫·希特勒警衛旗隊裝甲師的1個單位。

### 從南面進攻： 10月8日－11日

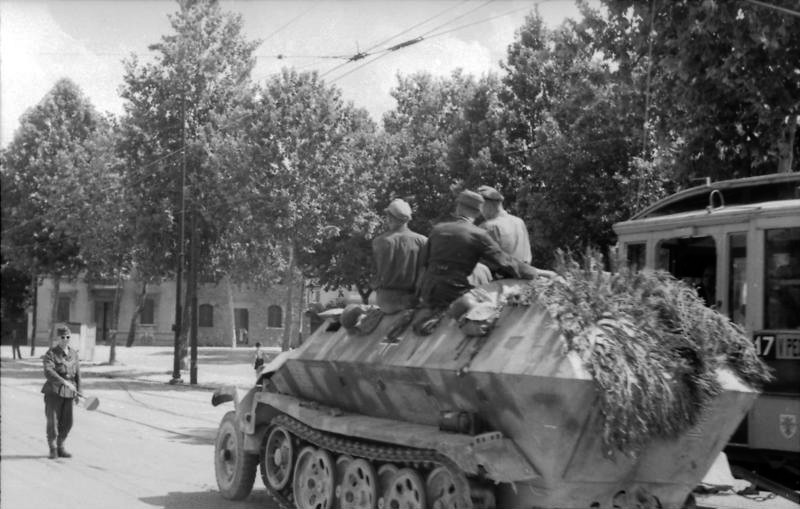
在西線乘坐SdKfz 251半履帶車的德軍摩托化步兵

在南部，第1步兵師的進攻開始於10月8日，目的是攻佔費勞滕海德鎮和在拉雲斯具附近的231號山（代號為“十字架山”）。第1步兵師的進攻之前，先實施大型炮轟，使他們能夠突襲攻佔費勞滕海德，1個小時後231號山及拉弗爾斯山在不到48小時內1槍未發便被佔領。 十字架山是被第18步兵師，由博比·布朗上尉的C連所佔領，其中布朗上尉親自向一座碉堡投擲一個背包的手榴彈，然後爬到第2座碉堡並摧毀它。 他繼續行動，孤立第3座個碉堡，儘管他受傷仍拒絕接受治療，並繼續帶領他的部下進行攻擊，因而獲頒授榮譽勳章。 10月10日，第1步兵師到達預定會師的地點，在該處它們預定與第30步兵師會合。 在德軍的反擊下他們獲得成功，德軍反擊的目標是指向231號山這個激烈交火的地點；戰鬥結束時，德軍有40人死亡及35名人被俘。 儘管德軍一再反擊，拖延師團的進攻，但第1步兵師仍能夠攻佔亞琛周圍的高地。
10月10日，第1步兵師發出了最後通牒，威脅如果守軍拒絕投降就要炸毀該市。 德軍指揮官斷然拒絕。作為回應，美軍的大炮在10月11日開始炮轟該市，估計發射了5000發炮彈，或超過153噸（169英噸）的炸藥，全城也受到美軍飛機的強烈轟炸。

### 會師： 10月11－16日
美軍的傷亡人數因遭受德軍的頻繁攻擊和強攻碉堡而上升。例如，德國守軍曾在10月10日夜間於巴登貝格鎮要塞化，把房屋的地下室轉變成碉堡，使其變得難以攻陷。美軍進攻部隊被迫撤退，轉而炮轟該市。10月12日，德軍對美軍第30步兵師實施反攻，德軍的進攻由於盟軍不斷的炮擊和美軍反坦克部隊和裝甲車輛部署得當而被打亂。  在比爾克村，德軍坦克和1輛美軍雪曼坦克之間爆發了3個小時的激戰，雪曼坦克擊毀了1輛4號坦克，並迫使另1輛後撤，但很快就被敵人更多的坦克攻擊。這1輛盟軍坦克很快就得到第2裝甲師的增援，他們設法把敵軍從市內擊退。  不久，第30步兵師發現自己的防衛陣地處在戰線邊沿，儘管它要求增援以擊退德軍的反擊，這個師卻奉命調往南面，而不是繼續前進企圖與第1步兵師會師。 為了實現這一目標，2個來自第29步兵師的步兵營被配屬至第30步兵師。

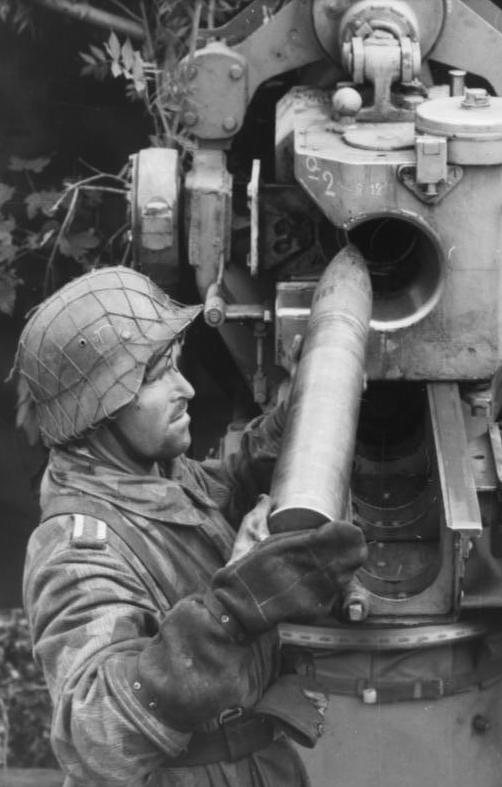
正在填裝炮彈的德軍炮兵

2個德軍步兵團在同一天對第1步兵師實施反擊，目的在於奪回十字架山；戰鬥十分激烈，2個團暫時控制了該山頭，儘管他們在日終前被逐出及蒙受巨大損失。10月11-13日之間第1步兵師和盟軍飛機轟炸亞琛，選擇的目標是最接近美軍戰線的；10月14日，第26步兵團奉命掃蕩在亞琛邊緣的1個工業區，準備對該市發動最終攻勢。10月15日，德國再次對第1步兵師實施反擊，努力擴大2個美軍鉗子之間的距離，大批德軍被炮火和空中支援所消滅，雖然有數輛重型坦克設法突破美軍戰線但在持續的空中支援下被阻止。第二天，德軍企圖在第3裝甲擲彈兵師的支援下發動反擊，但因受到慘重的損失，被迫暫時停止了進一步的進攻行動。
第30步兵師、第29步兵師的單位和第2裝甲師，於10月13日至16日在維爾瑟倫村地區繼續向南推進；儘管有強大的空中支援，但是，這些單位未能成功突破德軍的防線和與在南面的盟軍會師。德軍利用狹窄戰線的優勢以大炮轟擊進攻部隊，因而進展仍然緩慢，德軍坦克利用房子作為掩體突襲及擊潰美軍士兵。第30步兵師指揮官霍布斯將軍，決定派出2個步兵營沿另一地區進攻以嘗試迂迴德軍防線。 這次攻擊成功地令第30和第1步兵師在10月16日會師。到目前為止，戰鬥已令美國第19軍有 400人死亡、2,000多人受傷，其中百分之72來自第30步兵師。德軍的情況也不太好，因為到10月14日為止分別約有630名和4,400名士兵戰歿或受傷；而第3裝甲擲彈兵師在10月16日對美軍第1步兵師的反攻中損失了另外600名士兵。

### 在市內的戰鬥： 10月13日－21日

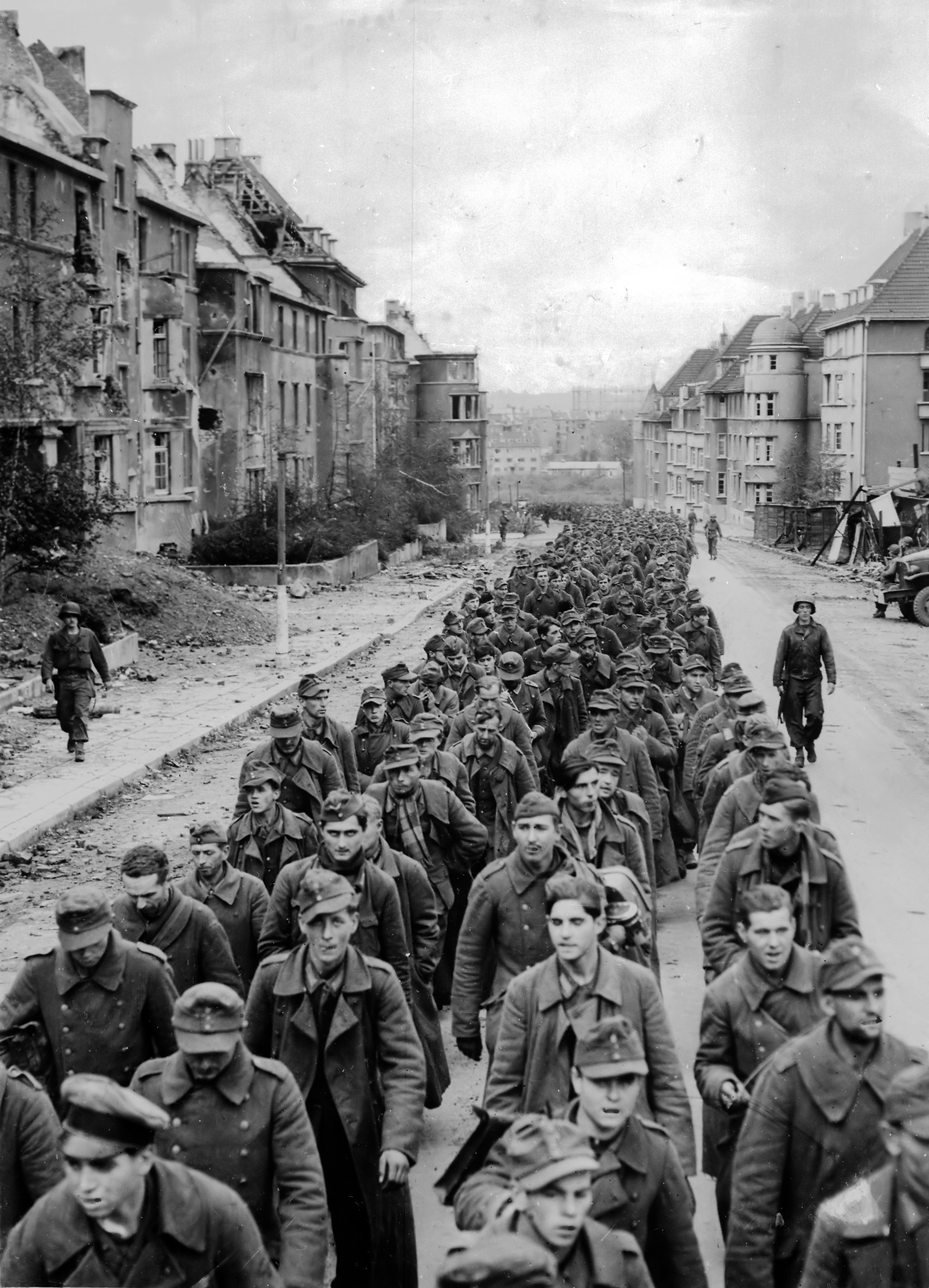
在亞琛的德軍戰俘

由於持續有部隊阻止德軍的反擊，並關閉亞琛的包圍圈，第1步兵師只能把攻佔亞琛的任務交給第26步兵團，其中只有3個營中的2個參與進攻。 第26步兵團將利用其第2和第3步兵營，配備機槍和火焰噴射器，在1隊坦克分隊和1門155-（6.1-英寸）榴彈砲的支援下進攻。這座城市由大約5,000名德軍守衛，包括來自海軍、空軍和市內的警察人員。這些士兵大多數沒有實戰經驗及未受過訓練，且只有少數坦克和突擊炮支援。不過，亞琛的守軍可以利用其歷史中心的數十條街道協助防守。
第26步兵團在10月13日的進攻在戰鬥凡表面上提供了重要的啟示；美軍步兵被德國守軍使用下水道和地窖伏擊，迫使前進的美軍步兵要清除每1條通道，然後再繼續推進至下一條街道，而雪曼坦克發現無法壓制敵軍火力。當第26步兵團前進時德國平民被趕走，沒有德國人被允許留在美軍的後方。  當事後證明推進緩慢時，在亞琛獲勝的關鍵是基於攻佔多少房屋來衡量；為了應付市內古老建築物厚實的牆，第26步兵團所使用的榴彈砲在近距離摧毀德軍的防禦工事。 榴彈砲讓步兵能從1座建築物前進另1座建築物，而不必進入市內的街道，他們可以在那裡牽制敵軍火力。 雪曼坦克在進入路口時容易遭到埋伏的德軍反坦克炮伏擊。此後不久，美軍的坦克和其他裝甲車輛謹慎前進，一般情況下同行的步兵向頭頂上的建築物開火射擊以消滅可能埋伏的守軍。在盟軍飛機的攻擊下，德軍步兵利用下水道移動到美軍編隊後面從後方攻擊他們。德軍的抵抗十分激烈，他們發起小規模反擊，使用坦克阻擊美軍。
10月18日，第26步兵團第3營準備進攻亨姆施鐵德酒店，這是該市中最後1處仍在抵抗的地區。美軍坦克和其他火炮在近距離炮轟酒店，這處是該市的防衛總部。那天晚上，300名武裝親衛隊第1營的士兵向酒店實施增援並擊退了對酒店的數次攻擊。德軍猛烈的反擊把一些美軍步兵連逐出酒店，並暫時減輕亨姆施鐵德酒店的壓力直至被美軍協調一致的迫擊砲火攻擊。為了避免更多的傷亡，美軍決定使用155-（6.1-英寸）大炮對德軍防線開火。10月21日，第26步兵團的士兵終於奪取了亞琛市中心的西部邊緣，這一天也標誌著在亨姆施鐵德酒店最後的德國守軍投降，結束了市內的戰鬥。

## 战役结局
亞琛戰役中双方均蒙受较大损失：以美军为主的盟军共有5,000多人傷亡，而德军伤亡則超過5,000人，另外有5,600人被俘。
自1944年10月2日起，美军第30步兵師有大約3,000人死亡及受傷，而第1步兵師至少有1,350名人員傷亡（150死亡，1,200人受傷）。德國人承認在亞琛的戰鬥中傷亡5,100人，包括3,473名戰俘。在戰鬥過程中，德軍损失了2個整编師，另外有8個师被嚴重消耗，其中包括3個新的步兵師及1個重新整编的裝甲師。德军的损失在很大程度上歸因於他們的戰鬥方式，雖然拥有相當於20個步兵營的部隊，但在數次對美军第30步兵師的反攻中，德军平均每次單獨的攻擊僅能出動2個步兵團。在战役期間，在這次戰役中，德軍也開始認識到美軍的戰鬥力，注意到他們以壓倒性的砲火支援和裝甲部隊進行無差別火力壓制的能力。 第30師和第1師均因為它們在亞琛的行動而獲頒總統單位表彰。
然而，德軍在亞琛的抵抗破壞了盟軍向東前進的計劃。在亞琛的戰鬥結束後，西方盟國认为德國人可在盟軍打通通向柏林的道路前把河谷淹沒，故命令第1集团军攻佔許特根森林後面的一系列大壩。 這導致了比亞琛戰役更艱苦的許特根森林戰役的爆發。
弗朗茨·奧彭霍夫在10月31日被盟軍任命為亞琛市長，但在身份洩露之後於1945年3月25日在希姆萊的命令下被暗殺。

## 附錄
1. ↑  . Universal Newsreel. 1944  [21 February 2012].
2. ↑  Ambrose (1997), p. 117
3. ↑  Ambrose (1997), p. 132
4. ↑  Ambrose (1997), p. 118
5. ↑  Ambrose (1997), p. 118–119
6. ↑  Ambrose (1998), p. 238
7. ↑  Ambrose (1998), p. 247
8. ↑  Mansoor (1999), p. 178
9. ↑  Mansoor (1999), p. 179
10. ↑  Cooper (1978), p. 513
11. 1 2  McCarthy & Syron (2002), pp. 219–220
12. 1 2  Yeide (2005), p. 55
13. ↑  Yeide (2005), p. 25
14. ↑  Yeide (2005), pp. 25–26
15. 1 2  Whitlock (2008), p. 34
16. ↑  Ambrose (1998), p. 249
17. ↑  Ambrose (1997), p. 136
18. ↑  Mansoor (1999), p. 181
19. ↑  Whiting (1976), p. 28
20. ↑  Whiting (1976), pp. 28–29
21. ↑  Ambrose (1997), p. 144
22. ↑  Ambrose (1997), pp. 144–145
23. ↑  Combined Arms in Battle Since 1939, pp. 163–164
24. ↑  Yeide (2005), p. 34
25. ↑  Yeide (2005), p. 35
26. ↑  Whiting (1976), pp. 33–34
27. ↑  Whiting (1976), p. 35
28. ↑  Ambrose (1998), p. 147
29. ↑  Whiting (1976), pp. 35–37
30. ↑  Whiting (1976), p. 43
31. ↑  Whitlock (2008), p. 37
32. ↑  Hitler's Army, pp. 313–314
33. ↑  Hitler's Army, pp. 315–318
34. ↑  Hitler's Army, pp. 318–319
35. 1 2  Ambrose (1997), p. 146
36. ↑  Whitlock (2008), p. 36; 希特勒認為查理大帝的神聖羅馬帝國為第一帝國。
37. ↑  Rule (2003), p. 59
38. ↑  Ambrose (1998), pp. 146–147
39. 1 2  Rule (2003), p. 60
40. ↑  Whiting (1976), p. 80
41. ↑  Whiting (1976), p. 81
42. ↑  Ferrell (2000), pp. 31–32
43. ↑  Ferrell (2000), p. 32, 稱這是1個裝甲軍； Whiting (1976), pp. 114–115, 澄清這是武裝親衛隊第1裝甲師的第1裝甲營。
44. ↑  Hitler's Army, p. 320
45. ↑  Hitler's Army, p. 33
46. ↑  Fighting Power, p. 56
47. ↑  Hitler's Army, pp. 33–34
48. ↑  Hitler's Army, p. 34
49. ↑  Hitler's Army, pp. 34–35
50. ↑  Yeide (2005), p. 59
51. ↑  Yeide (2005), pp. 59–60
52. ↑  Yeide (2005), p. 60
53. ↑  Mansoor (1999), p. 182
54. ↑  Hitler's Army p. 321
55. ↑  Whitlock (2008), pp. 37–38
56. ↑  Whiting (1976), pp. 76–77
57. ↑  Ambrose (1997), p. 145
58. ↑  Ambrose (1998), p. 260
59. ↑  Ambrose (1998), p. 262
60. ↑  Ambrose (1998), pp. 262–263
61. ↑  Ambrose (1998), p. 264
62. ↑  Whiting (1976), p. 82
63. 1 2  Hitler's Army, p. 323
64. ↑  Ambrose (1997), p. 147
65. ↑  Rule (2003), pp. 60–61
66. ↑  Ambrose (1997), pp. 147–148
67. ↑  Ambrose (1997), p. 148
68. ↑  Ambrose (1997), pp. 148–149
69. ↑  Hitler's Army, pp. 323–324
70. ↑  Whiting (1976), p. 89
71. ↑  Whiting (1976), pp. 89–90
72. ↑  Whitlock (2008), p. 39
73. ↑  Whiting (1976), p. 91
74. ↑  Whitlock (2008), pp. 39–40
75. ↑  Whiting (1976), pp. 91–92
76. ↑  Rule (2003), pp. 61–62
77. ↑  Rule (2003), p. 62
78. 1 2  Hitler's Army, p. 324
79. ↑  Whiting (1976), p. 93
80. ↑  Whitlock (2008), p. 40
81. ↑  Whiting (1976), p. 96
82. ↑  Hitler's Army, p. 326
83. ↑  Whiting (1976), p. 98
84. ↑  Yeidel (2005), p. 68
85. ↑  Yeide (2005), p. 70
86. ↑  Whiting (1976), pp. 190–191
87. ↑  Hitler's Army, p. 327
88. ↑  Yeide (2005), pp. 71–72
89. ↑  Yeide (2005), p. 72
90. ↑  Yeide (2005), p. 73
91. ↑  Rule (2003), pp. 63–64
92. ↑  Yeide (2005), pp. 77–78
93. ↑  Whiting (1976), pp. 106–108
94. ↑  Rule (2003), pp. 62–63
95. ↑  Whitlock (2008), pp. 40–41
96. ↑  Whitlock (2008), p. 41
97. ↑  Ferrell (2000), p. 33
98. ↑  Yeide (2005), p. 76
99. ↑  Yeide (2005), pp. 76–77
100. ↑  Whiting (1976), p. 110
101. ↑  Whiting (1976), p. 111
102. ↑  Whiting (1976), pp. 111-112
103. ↑  Whiting (1976), pp. 113–114
104. ↑  Hitler's Army, p. 329
105. ↑  Yeide (2005), p. 80
106. ↑  Yeide (2005), pp. 80–81
107. ↑  Whiting (1976), p. 115
108. ↑  Whiting (1976), pp. 115–116
109. ↑  Whiting (1976), pp. 117–118
110. ↑  Yeide (2005), p. 81
111. ↑  Yeide (2005), pp. 81–82
112. ↑  Yeide (2005), p. 82
113. ↑  Hitler's Army, p. 331
114. ↑  Hitler's Army, pp. 331–332
115. ↑  Hitler's Army, p. 330
116. ↑  Yeide (2005), p. 83
117. ↑  Whiting (1976), pp. 122–123
118. ↑  Yeide (2005), p. 87
119. 1 2  Yeide (2005), p. 88
120. ↑  Yeide (2005), p. 84
121. ↑  Yeide (2005), pp. 87–88
122. ↑  Combined Arms in Battle Since 1939, p. 164
123. ↑  Whitlock (2008), p. 42
124. ↑  Combined Arms in Battle Since 1939, pp. 164–166
125. ↑  Rule (2003), p. 66
126. ↑  Whiting (1976), pp. 137–139
127. ↑  Combined Arms in Battle Since 1939, p. 167
128. ↑  Rule (2003), pp. 66–67
129. ↑  Whitlock (2008), pp. 42–43
130. ↑  Whitlock (2008), p. 43
131. ↑  Combined Arms in Battle Since 1939, pp. 167–168
132. ↑  Yeide (2005), p. 93
133. ↑  Yeide (2005), p. 92
134. ↑  'Combined Arms in Battle Since 1939, p. 168
135. 1 2  Whitlock (2008), p. 45
136. ↑  Whiting (1976), p. 148
137. ↑  Whiting (197), pp. 149–150
138. ↑  Whiting (1976), pp. 151–154
139. ↑  Whiting (1976), p. 176
140. ↑  Combed Arms in Battle Since 1939, p. 169
141. ↑  Ambrose (1997), p. 151
142. ↑  Hitler's Army, pp. 333–334
143. ↑  Hitler's Army, pp. 334–335
144. ↑  Monsoor (1999), pp. 184–185
145. ↑  Monsoor (1999), p. 184
146. ↑  Hitler's Army p. 335
147. ↑  Ambrose (1997), p. 167
148. ↑  Ambrose (1997), pp. 167–168